# Haydn Morris
Haydn Morris (* 18. Februar 1891 in Llanarthney (Wales); † Dezember 1965 in Llanelli (Wales)) war ein walisischer Chorleiter, Organist und Komponist.

## Leben
Haydn Morris studierte am Royal College of Music unter Frederick Corder (Komposition) und Stanley Merchant (Orgel). Danach arbeitete Haydn Morris als Organist und Chorleiter in verschiedenen Gemeinden in Wales. Als Komponist widmete er sich vor allem der Pflege und Förderung der walisischen Musiktradition. So veröffentlichte er 1924 eine Klavierschule (Celtic Pianoforte Tutor), die ausschließlich auf Skalen walisischer Herkunft basiert. Auch komponierte Haydn Morris in den 1930er Jahren für die traditionelle walisische Cerdd dant Musik und verhalf so den Genre zu einem neuen Interesse. Mehr als 60 seiner Kompositionen wurden zudem bei den jährlich stattfinden Eisteddfod mit Preisen ausgezeichnet.
Der Dirigent Wyn Morris (1929–2010) war sein Sohn.

## Kompositionen (Auswahl)
- The Cambrian Concerto für Klavier und Orchester
- Brythonic Rhapsody für Orchester (1926)
- Sonata dramatigue für Klavier
- Y delyn aur für Orchester
- Laughter & Love für Orchester
- Pro Patria für Chor und Orchester (1938)
- Operette Dewis Brenhines
- Operette Etifedd Arberth
- The four kings für Orchester